# Мусин, Илья Александрович
Илья Александрович Му́син (24 декабря 1903 [6 января 1904], Кострома, Российская империя — 6 июня 1999, Санкт-Петербург, Российская Федерация) — советский дирижёр, музыкальный педагог и теоретик дирижирования. Заслуженный артист Белорусской ССР (1939). Заслуженный деятель искусств УзССР. Народный артист РСФСР (1983). Почётный член Королевской академии музыки в Лондоне.

## Биография
Родился 24 декабря 1903 года (6 января 1904) в Костроме. Жил на улице Марьинской (ныне Шагова) дом № 15, где установлен мемориал.
Мусин начал заниматься в Петроградской консерватории в 1919 году, первоначально как пианист, в классах Н. А. Дубасова и С. И. Савшинского. Дирижированию он учился с 1925 года у Н. А. Малько и А. В. Гаука.
В 1934 году Мусин стал ассистентом Фрица Штидри, работая с Ленинградским филармоническим оркестром. Позже, по распоряжению Советского правительства, он был переведён в Минск руководить Государственным симфоническим оркестром БССР. Однако дирижёрская карьера Мусина складывалась не очень удачно. Наиболее заметным её эпизодом стало исполнение Седьмой симфонии Д. Д. Шостаковича 22 июня 1942 года в Ташкенте, где Мусин находился в эвакуации; это было второе по счёту исполнение симфонии после премьеры в Куйбышеве под управлением С. А. Самосуда.
Прежде всего, однако, Мусин был педагогом. Он начал преподавать в Ленинградской консерватории ещё в 1932 году. Мусин разработал детальную систему дирижирования, по сути науку дирижирования. Мусин сформулировал основной принцип своей системы в следующих словах: «Дирижёр должен отобразить музыку в своих жестах. Существуют два компонента дирижирования — образно-выразительный и ансамблево-технический. Эти два компонента находятся в диалектической оппозиции друг к другу. Дирижёр должен найти способ их слияния». Опыт Мусина суммирован им в фундаментальном труде «Техника дирижирования», опубликованном в 1967 году.
Похоронен на Литераторских мостках Волкова кладбища в Санкт-Петербурге, при содействии Мариинского театра установлен памятник (автор — Лев Сморгон).

## Ученики
Педагогическая карьера Мусина длилась шесть десятилетий. Его система обучения передаётся из поколения в поколение, от его учеников к молодым дирижёрам. Среди его воспитанников — Юрий Темирканов, Ялчин Адигезалов, Семён Бычков, Валерий Гергиев, Арнольд Кац, Андрей Алексеев, Сабрие Бекирова, Михаил Бухбиндер, Джемал Далгат, Самуил Ратнер, Маргарита Дварионайте, Одиссей Димитриади, Юозас Домаркас, Пётр Ермихов, Семён Казачков, Александр Канторов, Семён Коган, Джерри Корнелиус, Алим Шахмаметьев, Теодор Курентзис, Туган Сохиев, Эммануэль Ледюк-Баром, Борис Милютин, Эннио Никотра, Александр Поляничко, Ренат Салаватов, Константин Симеонов, Василий Синайский, Михаил Снитко, Раиса Садыкова, Александр Титов, Юри Альпертен, Даниил Тюлин, Виктор Федотов, Владислав Чернушенко, Андрей Чистяков, Леонид Шульман, Рикардо Чиаветта, Андрей Василевский, Рудольф Баршай, Дамиан Иорио, Анатолий Брискин, Бадулин Владимир Николаевич — заслуженный артист РСФСР, художественный руководитель и главный дирижёр Ансамбля песни и танца Ленинградского Дворца пионеров имени А. А. Жданова (1936—1992) и сотни других.

## Награды
- заслуженный артист Белорусской ССР (1939)
- заслуженный деятель искусств Узбекской ССР
- народный артист РСФСР (1983)
- орден Трудового Красного Знамени (28.12.1987)
- орден «Знак Почёта» (20.06.1940) — за выдающиеся заслуги в деле развития белорусского театрального и музыкального искусства[3]
- медали